# Berjou
Berjou is een gemeente in het Franse departement Orne (regio Normandië) en telt 508 inwoners (1999). De plaats maakt deel uit van het arrondissement Argentan. In de gemeente ligt het gesloten spoorwegstation Berjou.

## Geografie
De oppervlakte van Berjou bedraagt 8,8 km², de bevolkingsdichtheid is 57,7 inwoners per km².
De onderstaande kaart toont de ligging van Berjou met de belangrijkste infrastructuur en aangrenzende gemeenten.

## Demografie
Onderstaande figuur toont het verloop van het inwonertal (bron: INSEE-tellingen).